# Lucasium wombeyi
Espèce
Synonymes
- Diplodactylus wombeyi Storr, 1978

Lucasium wombeyi est une espèce de geckos de la famille des Diplodactylidae.

## Répartition
Cette espèce est endémique du Pilbara en Australie-Occidentale. Elle se rencontre dans la chaîne Chichester.

## Étymologie
Cette espèce est nommée en l'honneur de John C. Wombey.

## Publication originale
- Storr, 1978 : Seven new gekkonid lizards from Western Australia. Records of the Western Australian Museum, vol. 6, n. 3, p. 337-352 (texte intégral).